# Karmel Matky Boží (Dačice)
Karmel Matky Boží (jinak též Klášter Bosých karmelitek) je klášter v Dačicích, nachází se na východním okraji města na Jemnické ulici. Dřívější františkánský klášter se nachází na terase nad řekou Dyje a je trojkřídlou barokní jednopatrovou stavbou s užším severním křídlem, ke klášteru přiléhá kostel svatého Antonína Paduánského. Klášter je chráněn jako kulturní památka České republiky.

## Historie
Klášter v Dačicích byl založen obchodníkem se suknem Matějem Jiřím Kapetou, další příspěvky pak pocházely od dalších dárců. První františkáni pak do města přišli na pozvání Matěje Kapety v roce 1660, kdy byli ubytování ve špitálu u sv. Anny, na jehož místě měl být původně klášter postaven a špitál měl být přesunut jinam. Františkáni si však vyžádali postavení nového kláštera na pozemcích nad špitálem. Klášter tak byl vystavěn mezi lety 1660 a 1664, základní kámen byl položen 23. července 1660. V klášteře prvně žilo jen málo františkánských mnichů, posléze se jejich počet zvyšoval a v roce 1773 již v klášteře žilo 85 františkánů. V roce 1755 bylo v klášteře zavedeno filosofické studium, knihovna začala být budována od roku 1664 a postupně se rozrůstala i o knižní sbírky ze zrušených klášterů v Jemnici, Olomouci a ve Znojmě.
Kostel svatého Antonína Paduánského byl vystavěn mezi lety 1672 a 1677, později byl dokončován i interiér kostela, celkově dokončen a vysvěcen byl až v roce 1729.
Během první světové války sloužil klášter jako pomocná nemocnice, pro tyto účely bylo upraveno přízemí klášterní budovy a mezi lety 1919 a 1920 pak v klášteře žili někteří vojáci 35. pluku italských legií. Františkáni pak v klášteře působili až do roku 1950, v noci 13. dubna téhož roku byli tři mniši z kláštera odvlečeni a internováni do želivského kláštera. Posléze budovy kláštery sloužily jako kasárna a od roku 1957 do roku 1959 fungovala v klášteře zednická učňovská škola. Od roku 1959 pak v klášteře působilo vlastivědné muzeum a od roku 1961 městské muzeum a galerie, to v budově kláštera působilo až do dubna 1996. Po roce 1989 pak byl klášter vrácen františkánskému řádu.
Ti začali klášter v roce 1995 rekonstruovat a v roce 1996 pak darovali klášter řádu bosých karmelitek, které ovlivňovaly rekonstrukci pro zachování přísné klauzury sester. První čtyři sestry se pak do zahradního domku v zahradě kláštera nastěhovaly v roce 1996, v roce 1997 pak klášter získal vybavení ze zrušeného kláštera v nizozemském městě Roermond. Od Velikonoc roku 1996 pak byly v kostele při klášteře zahájeny denní bohoslužby a 12. června téhož roku byl kanonicky vyhlášen Karmel Matky Boží, klauzura pak byla uzavřena 14. listopadu 1998. Chór v kostele však dlouho nebyl postaven a tak se až do roku 2004 sestry účastnily mše svaté pouze z kůru u varhan. Scházely se také v prostoru provizorní kaple uvnitř kláštera, nová kaple vedle presbytáře kostela byla postavena také v roce 2004.
Při klášteře je velká zahrada, která dříve měla podobu sadu a užitkové zahrady, následně však také podobu barokní okrasné zahrady s kamennou kašnou z roku 1724. V roce 2005 byl ke klášternímu pozemku připojen pozemek na jihovýchodní straně.